# Reteporellina
Reteporellina is een mosdiertjesgeslacht uit de familie van de Phidoloporidae en de orde Cheilostomatida. De wetenschappelijke naam ervan is in 1933 voor het eerst geldig gepubliceerd door Sidney Frederic Harmer.

## Soorten
- Reteporellina babelensis (Chapman, 1941)
- Reteporellina berylae Branch & Hayward, 2005
- Reteporellina bilabiata Osburn, 1952
- Reteporellina capistrata Harmer, 1934
- Reteporellina conservatrix Gordon, 1989
- Reteporellina delicatula Hayward, 1974
- Reteporellina denticulata (Busk, 1884)
- Reteporellina directa Winston & Woollacott, 2009
- Reteporellina evelinae Marcus, 1955
- Reteporellina granulosa Gordon & d'Hondt, 1997
- Reteporellina hyperborea Hayward, 1994
- Reteporellina laxipes (Canu & Bassler, 1929)
- Reteporellina marsupiata (Smitt, 1873)
- Reteporellina moyanoi d'Hondt, 1981
- Reteporellina nonforata (Lu, Nie & Zhong in Lu, 1991)
- Reteporellina orstomia (Gordon & d'Hondt, 1997)
- Reteporellina pectinata (Kirkpatrick, 1890)
- Reteporellina projecta Gordon & d'Hondt, 1997
- Reteporellina prominens Canu & Bassler, 1928
- Reteporellina sagitta Gordon, 1989
- Reteporellina samoensis Gordon, 1989
- Reteporellina sileni Hayward, 1999
- Reteporellina spiramina Gordon & d'Hondt, 1997

Niet geaccepteerde soorten:
- Reteporellina cruciformis Gordon & d'Hondt, 1997 → Reteporellina babelensis (Chapman, 1941)
- Reteporellina idmoneoides Harmer, 1934 → Iodictyum idmoneoides (Harmer, 1934)
- Reteporellina yanucensis Hayward, 2000 → Reteporellina orstomia (Gordon & d'Hondt, 1997)